# Spezzino
Spezzino je ime malog otočja u Ligurskom moru na ulazu u Zaljev La Spezia.
Otočje se sastoji od jednog većeg Palmaria, i tri manja otoka Tino, Torre Scola i Tinetto, uz nekoliko hridi.
Spezzino ima površinu od 2,026 km².

## Vanjske poveznice
- Arcipelago Spezzino (tal.)